# São Matias (Beja)
São Matias es una freguesia portuguesa del concelho de Beja, con 69,91 km² de superficie y 654 habitantes (2001). Su densidad de población es de 9,4 hab/km².